# Aeroportul Una-Comandatuba
Aeroportul Una-Comandatuba (IATA: UNA, ICAO: SBTC) este un aeroport din Una, Bahia, Brazilia ce deservește zona Una. Aeroportul a fost tranzitat în 2022 de 42.286 de pasageri. A fost numit după zona deservită.
Situat la o altitudine de 7 m, aeroportul dispune de 2 piste.

## Infrastructură

### Piste
Aeroportul dispune de 2 piste. Pista 02/20 are suprafața de asfalt și dimensiunile 2.000 m × 30 m. Pista 02/20 are suprafața de asfalt și dimensiunile 2.000 m × 30 m. 